# دیتر کورات
دیتر کورات (انگلیسی: Dieter Kurrat; ۱۵ مهٔ ۱۹۴۲ – ۲۷ اکتبر ۲۰۱۷) بازیکن فوتبال اهل آلمان بود.
از باشگاه‌هایی که در آن بازی کرده‌است می‌توان به باشگاه فوتبال بروسیا دورتموند اشاره کرد.
وی همچنین در تیم‌های ملی فوتبال جوانان آلمان، و جوانان آلمان، بازی کرده‌است.